# نبرد ججاو
نبرد جَجاو (انگلیسی: Battle of Jajau) در ۲۰ ژوئن ۱۷۰۷ بین دو شاهزاده گورکانی هند، بهادرشاه یکم و محمد اعظم شاه، درگرفت. پس از مرگ اورنگ‌زیب در ۱۷۰۷ بدون تعیین جانشین مشخص، و وصیت به تقسیم امپراتوری گورکانیان بین پسرانش، اختلافات آنها به جنگ نظامی انجامید. پس از کشته شدن اعظم شاه و سه پسرش در نبرد ججاو، بهادر شاه اول در ۱۹ ژوئن ۱۷۰۷ به عنوان پادشاه گورکانی تاجگذاری کرد.
محمد اعظم شاه از ۱۲ اوت ۱۶۸۱ تا زمان مرگ اورنگ‌زیب، ولیعهد بود. حتی قبل از مرگ اورنگ‌زیب، بهادر شاه اول برای تصاحب تاج و تخت امپراتوری گورکانی (مغول) آماده می‌شد. او با کمک مونی خان، نایب‌السلطنه لاهور، نیروهای محلی را جمع‌آوری کرد و جاده‌ها را بهبود بخشید. همچنین موفق شد راو بود سینگ و بیجای سینگ را متقاعد کند تا سربازانشان را برایش بفرستند.
پس از ۴۹ سال سلطنت، اورنگ‌زیب در ۱۷۰۷ درگذشت. او وصیت کرد پسرانش امپراتوری را بین خود تقسیم کنند. در زمان مرگ اورنگ‌زیب، بهادر شاه اول در جمرود مستقر بود و اعظم شاه در احمدنگر. هر کس زودتر به آگرا، پایتخت گورکانیان، می‌رسید، تاج و تخت را تصاحب می‌کرد.
بهادر شاه با رسیدن به لاهور، خود را امپراتور گورکانی اعلام کرد و سپس به سمت آگرا حرکت کرد. باقی خان قل، فرمانده قلعه آگرا، قلعه را به مونی خان تسلیم کرد. بهادرشاه نامه‌ای به اعظم شاه نوشت و از او خواست با قسمت جنوبی هند، که توسط اورنگ‌زیب به او وصیت شده بود، راضی باشد. اعظم شاه در پاسخ نوشت: «سهم من از کف تا سقف خانه است. سهم تو از سقف تا آسمان است.»

## درگیری
با درک اجتناب‌ناپذیری جنگ، بهادر شاه اول به سمت آگرا حرکت کرد و تصمیم گرفت نبردی در دهلپور (۳۴ مایل دورتر از شهر) انجام دهد. تحت فرماندهی او، شاهزاده عظیم‌الشأن با ۸۰ هزار سواره‌نظام و ۱۱ کرور روپیه که از بنگال، جایی که والی آن بود، جمع‌آوری کرده بود، اعزام شد. به او دستور داده شد قلعه‌های چامبال (یک مایل از دهلپور) را تصرف کند.
به محض اینکه اعظم شاه شنید که بهادر شاه اول آماده می‌شود تا به سمت آگرا حرکت کند، قلعه گوالیار را به عهده وزیر، اسد خان، گذاشت. او از گذرگاه کامثرا از چامبال عبور کرد و به سمت دهلپور حرکت کرد. او پسرش، بیدار بخت را فرمانده پیشروی نیروهایش قرار داد. او با رهبری ۲۵۰۰۰ سواره‌نظام، همراه با برادرش، میرزا والا جهان، و سایر رؤسای راجپوت بود. وقتی به نزدیکی دهلپور رسیدند، اعظم شاه بیداربخت را فرمانده ۶۵۰۰۰ سواره‌نظام و ۴۰۰۰۰ پیاده‌نظام دیگر قرار داد. ارتش به چهار شاخه تقسیم شد که تحت فرماندهی بیداربخت، خود اعظم شاه، و پسرانش علی تبر و والا جهان بودند. اگرچه ارتش توپ‌های بزرگ و خمپاره نداشت، اما دارای توپ شتری و توپ فیل بود. اعظم شاه معتقد بود که «نبرد توپخانه سرگرمی بچه‌هاست و تنها سلاح واقعی شمشیر است».
در ۱۷ ژوئن، اعظم شاه و لشکرش به مانیا نزدیک دهلپور رسیدند. پس از رسیدن این خبر به بهادر شاه اول، او به ججاو رسید و در ۱۸ ژوئن در چهار مایلی شهر اردو زد. با مشورت با اخترشناسان، او تصمیم گرفت در ۲۰ ژوئن حمله کند.
برای جمع‌آوری آب، در ۲۰ ژوئن، بیداربخت و مردانش به سمت ججاو حرکت کردند بدون اینکه بدانند بهادر شاه آنجا اردو زده است. او به دهکده‌ای رسید که در آن جوی آبی جاری یافت. برای اطلاع دادن به اعظم شاه، او پیام‌آور خود، ارادت‌خان را با پیام نزد او فرستاد. وقتی برگشت، به بیداربخت اطلاع داد که چادرهای پیشروی بهادر شاه را دیده است. خان عالم دکهینی و منور خان، که مسئول بال مرکزی نیروها بودند، برای حمله به چادرها اعزام شدند. ۵۰۰ فیل عظیم‌الشأن نتوانستند در برابر نیروهای مهاجم مقاومت کنند. مهاجمان چادرها را غارت کردند و سپس آنها را آتش زدند.
عظیم‌الشأن نتوانست مقاومت جدی کند، به بهادر شاه برای کمک نوشت. او با فرستادن مونی خان و جهاندار شاه پاسخ داد. در همین حال، ذوالفقار خان، که مسئول بال چپ ارتش اعظم شاه بود، به او توصیه کرد تا روز بعد را برای شروع یک نبرد تمام‌عیار صبر کند. با این حال، شاه توجهی نکرد. با دیدن ۵۰ هزار سواره‌نظام در حال نزدیک شدن، ارادت‌خان به اعظم شاه دربارهٔ پیشروی آنها اطلاع داد. در پاسخ، او گفت که «به سمت پسرش می‌آید».
بیداربخت متوجه شد که بسیج کردن همه مردانش برای جنگ دشوار است زیرا آنها «برای غارت چادرها پراکنده شده بودند». نیروهای مهاجم شروع به بارش تیر و پرتاب موشک به سمت آنها کردند. خان عالم دخوینی با سیصد سرباز به ارتش بهادر شاه حمله کرد. او نیزه‌ای به سمت عظیم‌الشأن نشسته در کجاوه فیل پرتاب کرد. او را از دست داد و در عوض به خدمتکارش، جلال خان، اصابت کرد. دکهینی در حین تلاش برای پریدن روی کجاوه شاهزاده توسط تیری کشته شد. جلال خان سوار فیل جداگانه‌ای شد و پس از اینکه به منور خان آسیب رساند، سربازان منور خان فرار کردند. این بال شاهزاده والا جهان را در معرض خطر قرار داد. با دیدن این، امان‌الله خان، که مسئول بال جداگانه‌ای بود، برای کمک شتاب کرد. اما فیل او آتش گرفت و نیروهایش فرار کردند، فکر می‌کردند رهبرشان مرده است. این باعث شد والا جهان از نبرد عقب‌نشینی کند.
پس از این رویارویی، رؤسای راجپوت بهادر شاه به ذوالفقار خان حمله کردند. اگرچه سپاه خان موفق به دفع آنها شد، اما در پای خود زخمی شد. با حمله تمام سپاهیان عظیم‌الشأن به خان، او از نبرد فرار کرد. خان توسط جای سینگ کچوا دنبال شد که از بال چپ بیداربخت فرار کرد. حتی پس از مرگ بیشتر فرماندهان و سربازانش و دو پسرش، بیداربخت و علی تبر، خود اعظم شاه سوار بر فیلش به دشمن حمله کرد. مورخ دربار، کامراج، در کتاب عبرت‌نامه، نوشت که او «چندین بار توسط تیرها زخمی شد، اما به زخم‌ها توجهی نکرد». در نهایت او توسط گلوله‌ای که به پیشانی‌اش اصابت کرد کشته شد. طبق منابع گورکانی، این عیسی خان مونج، یک زمیندار بود که متعلق به لاخی جنگل صوبه لاهور بود و در آن زمان با نیروهای شاهزاده معزالدین خدمت می‌کرد. منابع سیک می‌گویند که گورو گوبیند سینگ اعظم شاه را با تیر کشته است.
به محض اینکه بهادرشاه از مرگ برادرش مطلع شد، مردانی برای بازیابی جسد فرستاد. آنها توسط والا جهان مورد حمله قرار گرفتند، اما والا جهان غش کرد و مرد. حدود ساعت ۸ عصر، دستیار بهادر شاه، رستم دل خان، سوار بر فیل شاهزاده مرده شد، شاهزاده را سر برید، و به سمت بهادر شاه رفت. با این حال، به جای ستایش، او به خاطر عملش سرزنش شد. فیل او توسط دو فیل دیگر دنبال می‌شد؛ اولین فیل جسد علی تبر را حمل می‌کرد، دیگری زنان شاهزاده مرده را حمل می‌کرد که توسط بهادر شاه محافظت می‌شدند.

## پیامدها
کتاب عبرت‌نامه تخمین می‌زند که ۱۲۰۰۰ سواره‌نظام اعظم شاه در میدان جنگ کشته شدند. همچنین تخمین می‌زند که حداقل ۱۰۰۰۰ سرباز پیاده از هر دو طرف کشته شدند. اجساد خان زمان و خان عالم دکهینی برای دفن به گوالیار فرستاده شدند. اجساد رام سینگ هادا و راو دلپات بوندلا برای سوزاندن به نورآباد فرستاده شدند. اعظم شاه و سه پسر مرده‌اش در آرامگاه همایون در دهلی دفن شدند.